# دون كورتيس
دون كورتيس (بالإنجليزية: Don Curtis)‏ هو مصارع محترف أمريكي، ولد في 22 مايو 1927 في بوفالو في الولايات المتحدة، وتوفي في 6 مارس 2008 في جاكسونفيل في الولايات المتحدة بسبب سكتة.

## روابط خارجية
- دون كورتيس على موقع CageMatch worker (الإنجليزية)
- دون كورتيس على موقع قاعدة بيانات المصارعة على الإنترنت (الإنجليزية)